# American Society of Cinematographers Awards
Les American Society of Cinematographers Awards sont des récompenses remises depuis 1987 par l'American Society of Cinematographers pour récompenser les chefs opérateurs au cinéma et à la télévision.

## Introduction
La cérémonie fut fondée par Michael Margulies et Woody Omens, des membres de l'association. Comme la grande majorité des guildes, elle dispose ainsi de ses propres récompenses. La première cérémonie en 1987 ne concerne qu'un seul prix, celui de la meilleure photographie pour un film, avant de s'élargir vers les récompenses honorifiques et la télévision. 
Les prix compétitifs sont votés par les membres de la Guilde, au nombre de 350 environ. Un chef-opérateur ne peut rejoindre la guilde que sur invitation. Il n'est pas obligatoire d'être membre de la guilde pour être nommé dans un des prix.

## Catégories

### Cinéma
- Film – depuis 1987
- Spotlight – depuis 2014

### Télévision
Depuis 1988, la photographie dans la fiction télévisuelle est également récompensée. Deux catégories récompensent les épisodes de série et les autres types de programme de fiction.
- Série
- Téléfilm, mini-série ou pilote

### Étudiants (Heritage Awards)
Lors de chaque cérémonie sont récompensés les meilleurs débutants, avec une scission entre ceux ayant achevé leurs études et ceux encore en apprentissage. La récompense porte le nom d'un membre de la guilde décédé pour lui rendre hommage et change chaque année.
- 1999 : Prix Karl Strauss
- 2000 : Prix Gregg Toland
- 2001 : Prix Arthur Miller
- 2002 : Prix Robert Surtees
- 2003 : Prix John F. Seitz
- 2004 : Prix Conrad L. Hall
- 2005 : Prix Charles B. Lang Jr.
- 2006 : Prix Jordan Cronenweth
- 2007 : Prix John Alonzo
- 2008 : Prix László Kovács
- 2009 : Prix Burton Bud Stone
- 2010 : Prix Richard Moore
- 2011 : Prix William A. Fraker
- 2012 : Non remis
- 2013 : Prix Andrew Laszlo
- 2014 : Prix Harris Savides
- 2015 : Prix Linwood G. Dunn
- 2016 : Prix Gordon Willis
- 2017 :
  - Prix Vilmos Zsigmond (fiction)
  - Prix Haskell Wexler (documentaire)

### Prix spéciaux

#### Prix pour la carrière
Récompense honorifique accordée à un directeur de la photographie faisant partie de la guilde, pour sa carrière.
- 1987 : George Folsey
- 1989 : Joe Biroc
- 1990 : Stanley Cortez
- 1991 : Charles B. Lang Jr.
- 1992 : Phil Lathrop
- 1993 : Haskell Wexler
- 1994 : Conrad L. Hall
- 1995 : Gordon Willis
- 1996 : Sven Nykvist
- 1997 : Owen Roizman
- 1998 : Victor J. Kemper
- 1999 : Vilmos Zsigmond
- 2000 : William A. Fraker
- 2001 : Vittorio Storaro
- 2002 : Laszlo Kovacs
- 2003 : Bill Butler
- 2004 : Michael Chapman
- 2005 : Fred Koenekamp
- 2006 : Richard H. Kline
- 2007 : Allen Daviau
- 2008 : Stephen H. Burum
- 2009 : Jack Green
- 2010 : Caleb Deschanel
- 2011 : Roger Deakins
- 2012 : Dante Spinotti
- 2013 : Dean Semler
- 2014 : Dean Cundey
- 2015 : John Bailey
- 2016 : John Toll
- 2017 : Edward Lachman
- 2018 : Russell Carpenter

#### Prix international
Récompense un directeur de la photographie étranger.
- 1993 : Freddie Young
- 1994 : Jack Cardiff
- 1995 : Gabriel Figueroa
- 1996 : Henri Alekan
- 1997 : Raoul Coutard
- 1998 : Freddie Francis
- 1999 : Giuseppe Rotunno
- 2000 : Oswald Morris
- 2001 : Billy Williams
- 2002 : Douglas Slocombe
- 2003 : Witold Sobocinski
- 2004 : Miroslav Ondricek
- 2005 : Tonino Delli Colli
- 2006 : Gilbert Taylor
- 2007 : Michael Ballhaus
- 2008 : Walter Lassally
- 2009 : Donald McAlpine
- 2010 : Chris Menges
- 2011 : John Seale
- 2012 : Non remis
- 2013 : Robby Müller
- 2014 : Eduardo Serra
- 2015 : Phil Meheux
- 2016 : non remis
- 2017 : Philippe Rousselot
- 2018 : Russell Boyd

#### Prix pour la carrière dans la télévision
- 2007 : Donald M. Morgan (de)
- 2008 : George Spiro Dibie
- 2009 : Robert F. Liu
- 2010 : John C. Flinn III
- 2011 : Michael D. O'Shea
- 2012 : William Wages
- 2013 : Rodney Charters
- 2014 : Richard Rawlings Jr.
- 2015 : Bill Roe
- 2016 : Lowell Peterson
- 2017 : Ron Garcia
- 2018 : Alan Caso

#### PrixBud Stone
- 2012 : Fred Godfrey
- 2013 : Milt Shefter
- 2014 : Beverly Wood
- 2015 : Denny Clairmont et Otto Nemenz
- 2016 : Grover Crisp[2]

#### Prix des présidents de l'ASC
Récompense les chefs-opérateurs ayant grandement contribué pour la guilde.
- 1990 : Linwood G. Dunn
- 1991 : Hans F. Koenekamp
- 1992 : Kemp Niver
- 1995 : William H. Clothier
- 1996 : Douglas Trumbull
- 1997 : Robert Duvall
- 1998 : Albert Maysles
- 1999 : Albert Mayer et Tak Miyagishima
- 2000 : Guy Green
- 2001 : Charles F. Wheeler
- 2002 : Garrett Brown
- 2003 : Ralph Woolsey
- 2004 : Howard Anderson Jr.
- 2005 : Richard Moore
- 2006 : Woody Omens
- 2007 : Gerald Hirschfeld
- 2008 : Richard Edlund
- 2009 : Isidore Mankofsky
- 2010 : Sol Negrin
- 2011 : Douglas Kirkland
- 2012 : Francis Kenny
- 2013 : Curtis Clark
- 2014 : Beverly Wood
- 2015 : Matthew F. Leonetti
- 2016 : Bill Bennett
- 2017 : Nancy Schreiber
- 2018 : Stephen Lighthill

#### Prix des gouverneurs
Prix remit par le conseil des gouverneurs de la guilde à un cinéaste important, souvent un acteur ou réalisateur.
- 1990 : Gregory Peck
- 1991 : Charles Champlin
- 1992 : Sheldon Leonard
- 1993 : Fay Kanin
- 1994 : Steven Spielberg
- 1995 : Martin Scorsese
- 1996 : Jodie Foster
- 1997 : Robert Wise
- 1998 : Francis Ford Coppola
- 1999 : Robert Altman
- 2000 : Warren Beatty
- 2001 : Sally Field
- 2002 : Stanley Donen
- 2003 : Norman Jewison
- 2004 : Irwin Winkler
- 2005 : Gilbert Cates
- 2006 : Sydney Pollack
- 2007 : Ron Howard
- 2008 : Annette Bening
- 2009 : Christopher Nolan
- 2010 : Morgan Freeman
- 2011 : Julia Roberts
- 2012 : Harrison Ford
- 2013 : Non remis
- 2014 : John Wells
- 2015 : Barbra Streisand
- 2016 : Ridley Scott
- 2017 : Denzel Washington

#### Prix spécial
- 2003 : Roger Ebert
- 2004 : Kevin Brownlow
- 2005 : Leonard Maltin
- 2006 : Frederick Wiseman

#### Autres prix
- 1994 : Burton Bud Stone, ancien président des Deluxe Laboratories (en), devint membre honorifique de la guilde.
- 1996 :
  - Prix à l'Academy of Television Arts & Sciences (qui remet les Primetime Emmy Awards) pour son 50e anniversaire.
  - Prix des pionniers (pioneers award) à Michael Margulies